# Altai-Tawan-Bogd-Nationalpark
Der Altai-Tawan-Bogd-Nationalpark, mongolisch: Altai Tawan bogd baigaliin tsogtsolbor gadsar (mongolisch Алтай Таван богд байгалийн цогцолбор газар, wiss. Transliteration Altaj Tavan bogd bajgalijn cogcolbor gazar dt.: Natur-Komplex der fünf Heiligen des Altai, en.: Altai Tavan Bogd National Park) ist ein Nationalpark im Bajan-Ölgii-Aimag im Westen der Mongolei. Der Park erstreckt sich über die mongolische Seite des Tawan-Bogd-Massiv, welches an der Dreiergrenze mit Russland und China liegt und zum Altai gehört.

## Geographie
Der Nationalpark erstreckt sich vor allem über Hochgebirgszonen mit blankem Gestein, Zwergbirkendickichten, Alpenwäldern, Wiesen und Halbwüsten, Seen und Flusstälern. Im Norden ist der Chüiten-Gipfel die höchste Erhebung des Tawan Bogd und der ganzen Mongolei. Zum Parkgebiet mit seinen über 6362 km² gehören auch die Seen Choton Nuur (Хотон нуур, 霍屯湖, 和屯湖), Churgan Nuur (Хурган нуур) und Dajan Nuur (Даян нуур, 达彥湖).
Das Gebirgsmassiv besteht aus metamorphen Schiefern und Graniten. Die Gletscher des Tawan-Bogd-Uul sind die größten im Altai. Im oberen Teil des Massivs gibt es 35 Gletscher mit einer Gesamtfläche von etwa 150 km², die größten davon sind Potanin-Gletscher (19 km; 56,5 km²) und Prschewalski-Gletscher (10,8 km; 30 km²). Die Flusstäler auf der Südseite (Chowd Gol (Kobdo) und Manas) sind mit Lärchenwäldern bedeckt.
Die Gletscher des Massivs speisen die größten Flüsse der Region: Katun, Chowd Gol und Irtysch. Durch das Massiv verläuft auch die Wasserscheide zwischen dem Becken des Arktischen Ozeans und dem endorheischen Becken Zentralasiens (Их нууруудын хотгор, Ikh Nuuruudyn Khotgor).

## Fauna und Flora
Das Schutzgebiet ist Lebensraum der Gebirgsschafe Argali und es gibt Steinböcke, Rothirsche, Steinmarder, Elche, Schneeleoparden, Altaikönigshühner und Steinadler. In den Flüssen ist Angeln erlaubt. Es gibt viele Taimen.

## Archäologie
Im Parkgebiet befinden sich auch zahlreiche UNESCO-Welterbe-Stätten, unter anderem die Petroglyphic Complexes of the Mongolian Altai. Die Welterbe-Stätte erstreckt sich über drei Stellen mit mehreren tausend Petroglyphen und turkiscke Monolithen, inklusive der Tsagaan Salaa Rock Paintings (Бага ойгор-Цагаан салаагийн хадны сүг зураг) mit über 10.000 Höhlenmalereien auf einer Strecke von 15 km in einem der Flusstäler.